# Вила д'Есте
Вила д'Есте (на италиански: Villa d'Este) е ренесансова вила в Италия, в град Тиволи, на около 30 километра от Рим. Архитектурно-парковият комплекс включва дворец и огромен ландшафтен парк с множество фонтани, обявен за един от най-красивите паркове в Европа. Тя е обявена за обект от световното културно наследство под закрилата на ЮНЕСКО.

## История
Вила д'Есте е построена по заповед на кардинал Иполито II д’Есте, син на Алфонсо I д’Есте и Лукреция Борджия. Кардиналът е назначен за губернатор на Тиволи през 1550 г. от папа Юлий III. Пристигайки в Тиволи кардинал д′Есте се настанява в губернаторската резиденция, която се помещава в стар бенедиктински манастир. Изтънчен естет и сибарит, кардинал д′Есте решава да превърне манастира в разкошна извънградска вила. Работата по преустройството е възложена на неаполитанския архитект и археолог Пиро Лигорио, който по това време проучва Вила Адриана, и на инженера Алберто Галвани. С декорацията на интериеора през 1563 – 1572 г. са ангажирани Джироламо Муциано, Ливио Агрести и Федерико Дзуккаро. Залите са украсени с холандски гоблени, гипсови украси, фрески, и антични статуи. Вилата е открита официално през септември 1572 г., като за откриването пристига и папа Григорий XIII.
След смъртта на кардинал Иполито ІІ′Есте (2 декември 1572 г.) вилата преминава в собственост на неговите наследници. При кардинал Риналдо д'Есте се извършва мащабна реконструкция на парка на вилата. През 1660 – 1670 г. великият скулптор Бернини създава фонтаните „Големият бокал“ (Bicchierone) и „Орган“ (Organ). През XVIII век вилата запустява за продължителен период и част от нейните антикварти колекции и антични статуи са изгубени, а през 1814 г. преминава в собственост на австрийския император Франц II Хабсбург. Последен собственик на вилата преди Първата световна война е ерцхерцог Франц Фердинанд.
През 1918 г. вилата преминава в собственост на италианската държава и след реставрация е открита за посещения. След края на Втората световна война, по време на която вилата пострадва при бомбардировки, е извършена мащабна реставрация. През 2001 г. е обявена за част от световното културно наследство под закрилата на ЮНЕСКО, а през 2007 г. паркът на вилата е обявен за „Най-красивият парк на Европа“. 

## Вилен комплекс
В комплекса на Вила д'Есте се намират триетажният губернаторски дворец, чиято фасада е обърната по посока на Рим. Фасадата е с характерни лоджии, с две стълбища, които се спускат в парка, украсен с антични статуи, открити при разкопките на Вила Адриана. Най-известните обекти в парка са фонтаните: „Четирите дракона“, „Сибила“, „Орган“, „Пегас“, „Европа“, „Големият бокал“, „Алеята на стоте фонтана“. В парка се намират и пещерите на Венера и Диана.